# 查理大学
查理大学（捷克語：Univerzita Karlova），又名布拉格查理大学，史称布拉格大学（拉丁語：Universitas Pragensis），由神圣罗马帝国皇帝查理四世于1348年成立，是中欧最古老的大學和世界上最古老的大学之一，也是捷克最高学府，是一所世界闻名的综合性研究型高等学府，现有五万余名在读学生。
查理大学是科英布拉集团、Europaeum、4EU+联盟、欧洲首都大学联盟、欧洲大学基金会、国际公立大学论坛成员，校友包括四位诺贝尔奖得主以及第谷·布拉赫、约翰内斯·开普勒、伯恩哈德·波爾查諾、恩斯特·马赫和阿尔伯特·爱因斯坦著名等科学家。

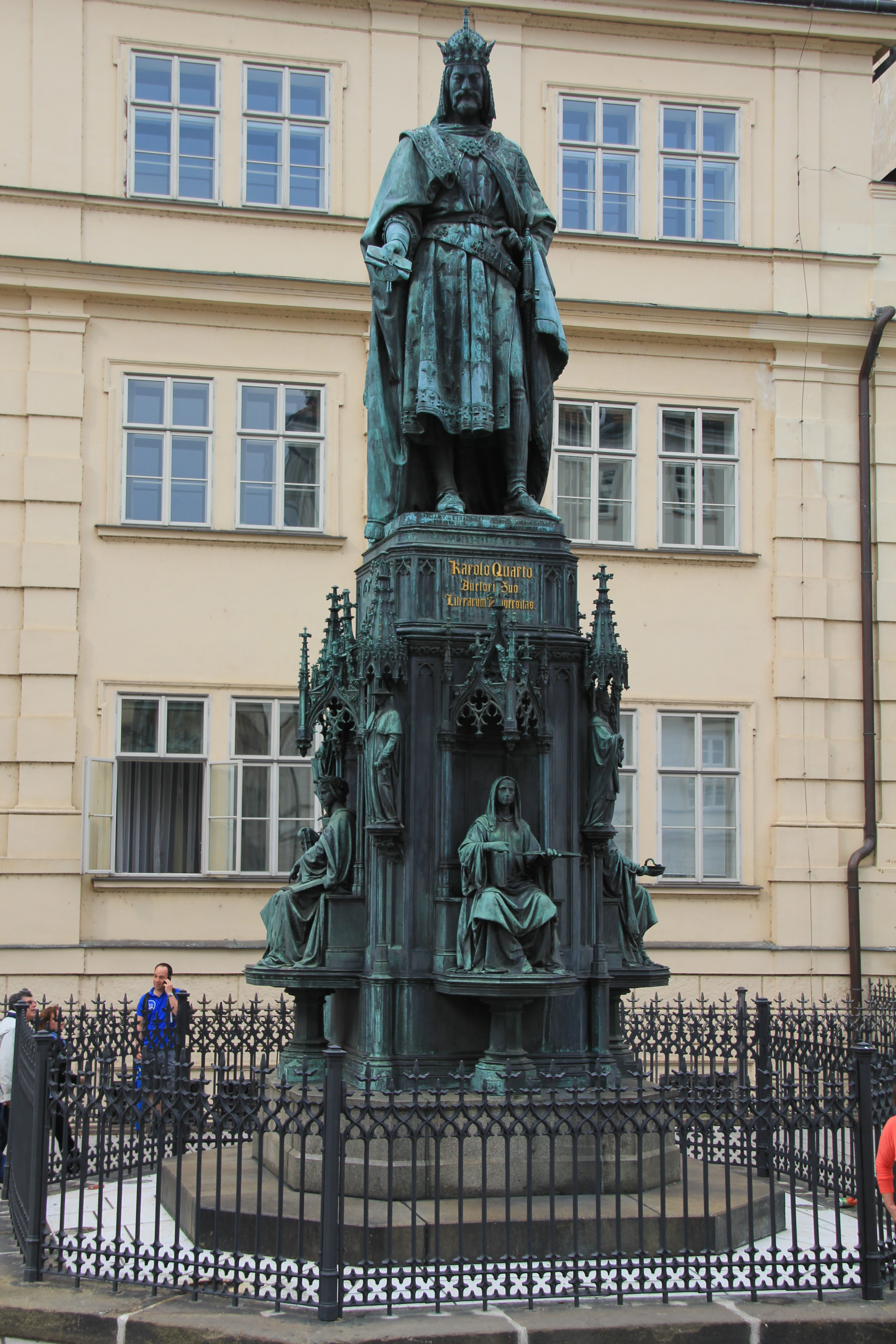
查理大学保护者查理四世皇帝像（1848年建）

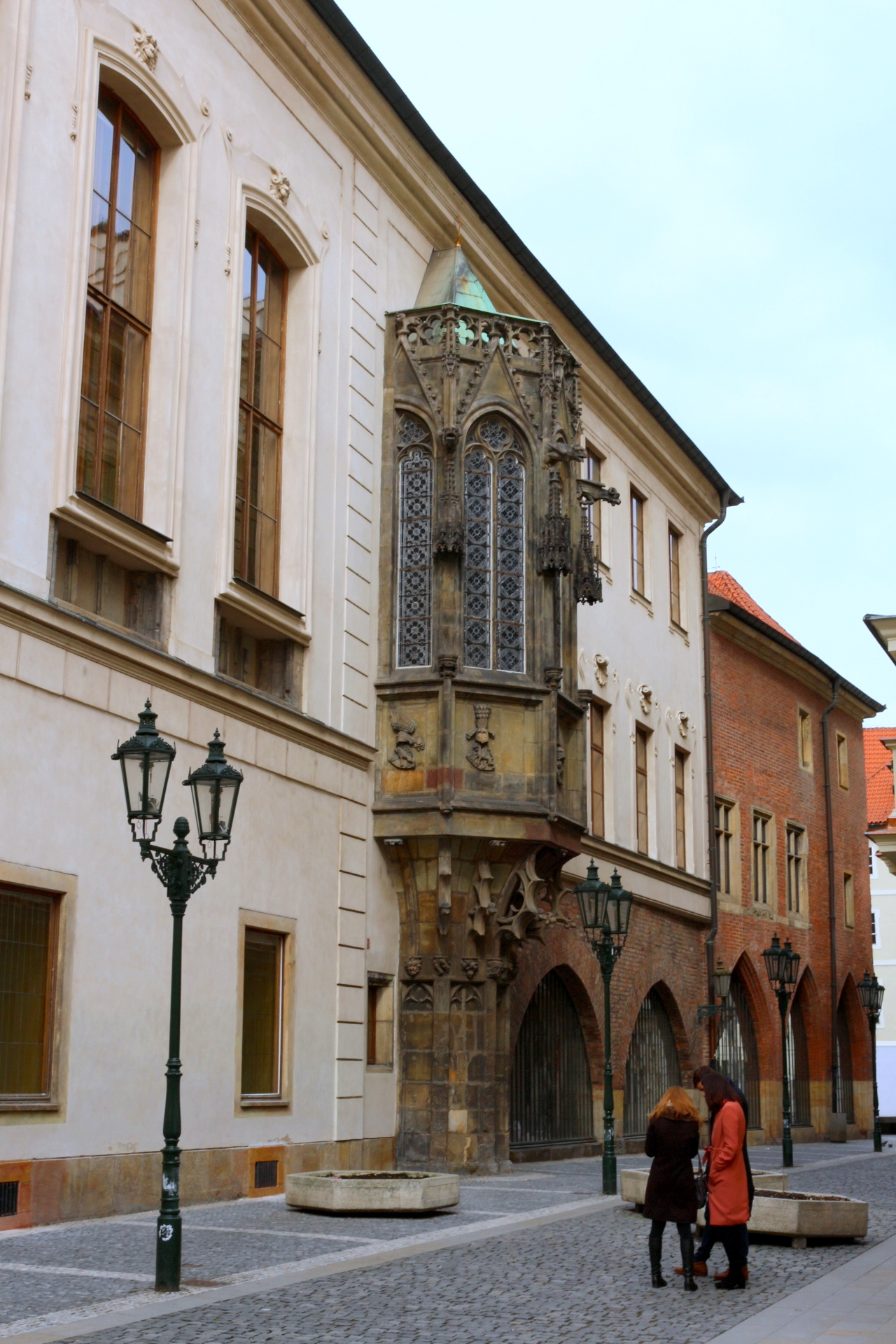
大學最古老的建築卡羅萊姆

## 历史沿革

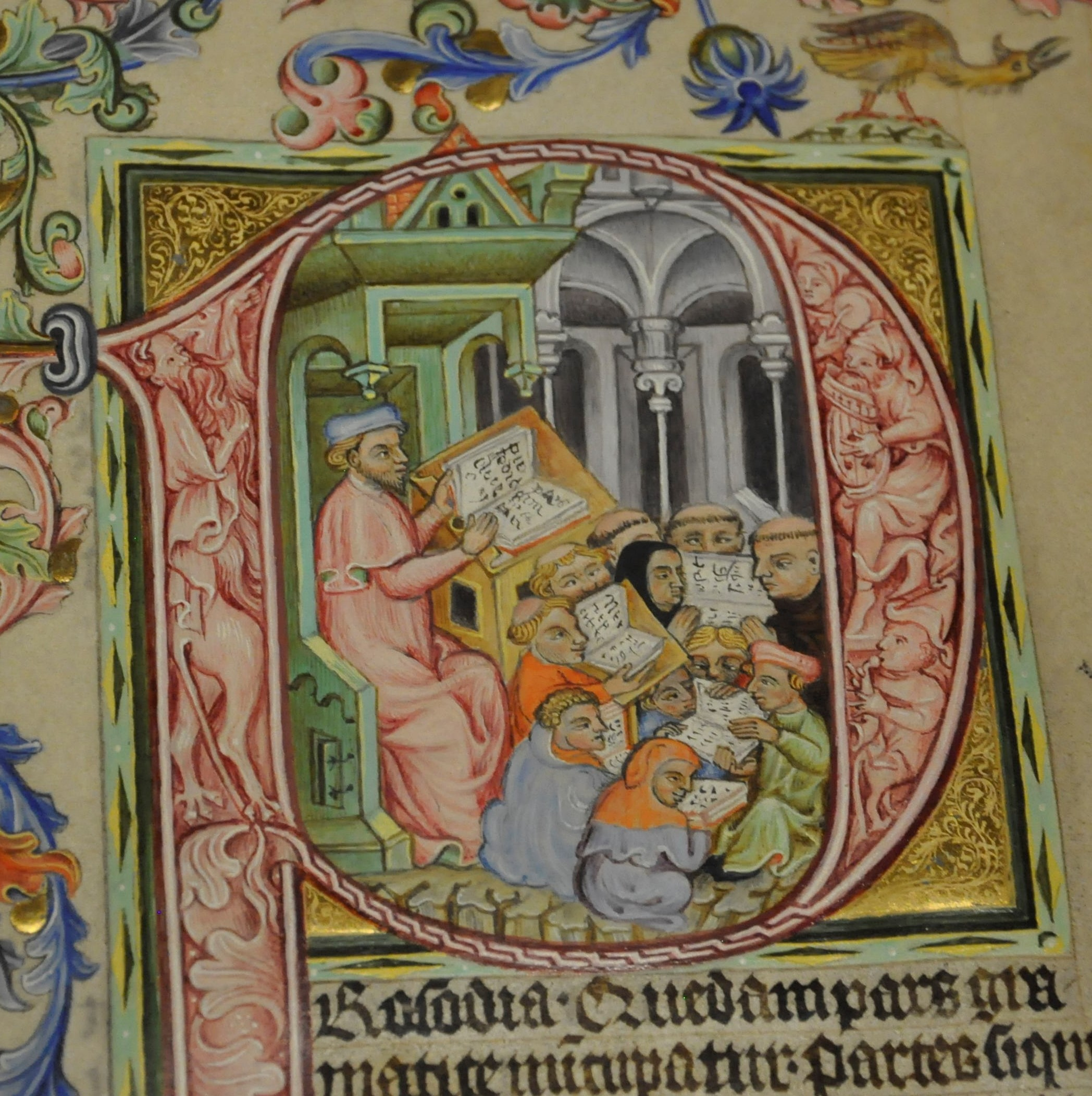
波希米亚中世纪手稿中的大学师生

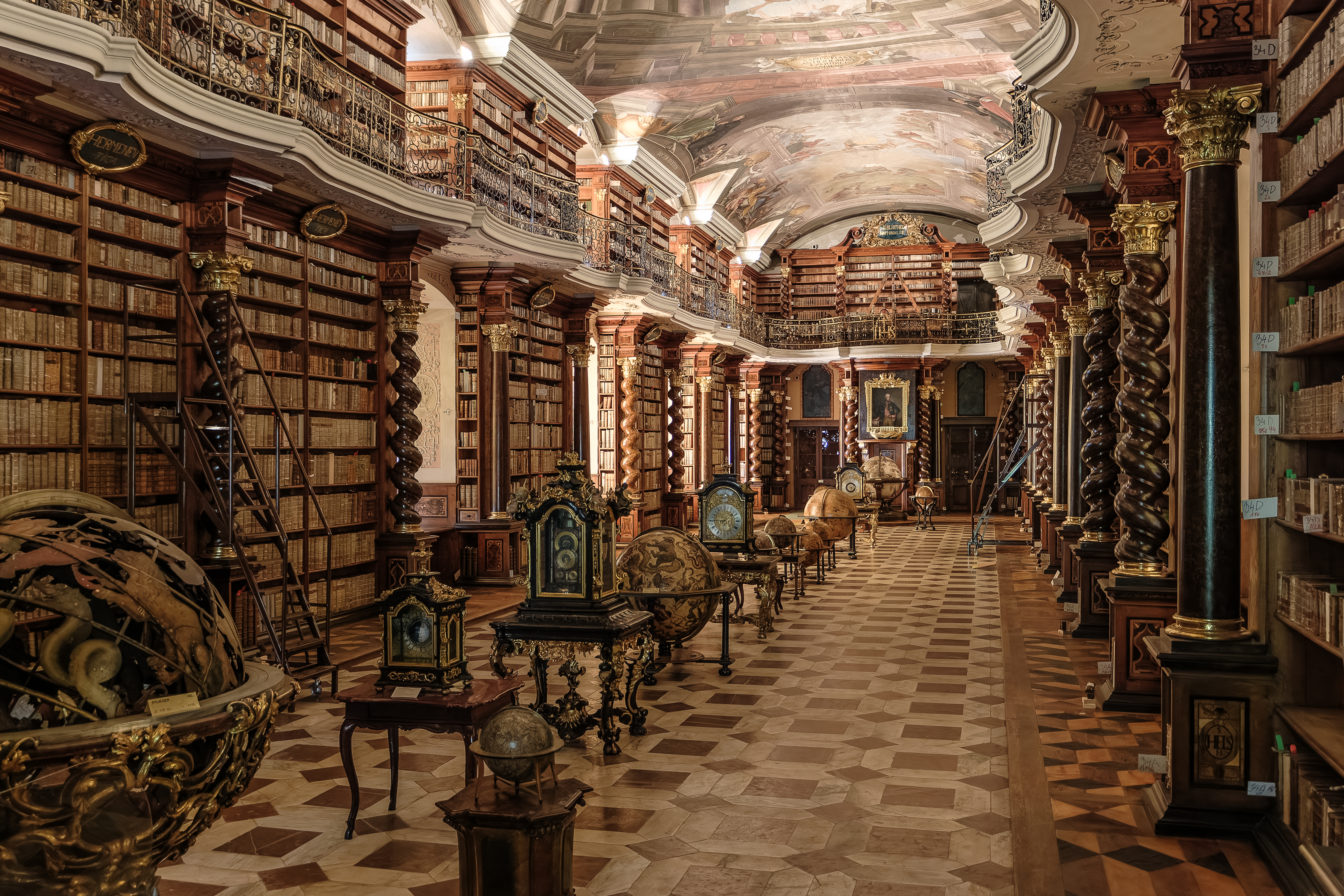
克莱门特学院的巴洛克式阅览室，今属捷克共和國國家圖書館

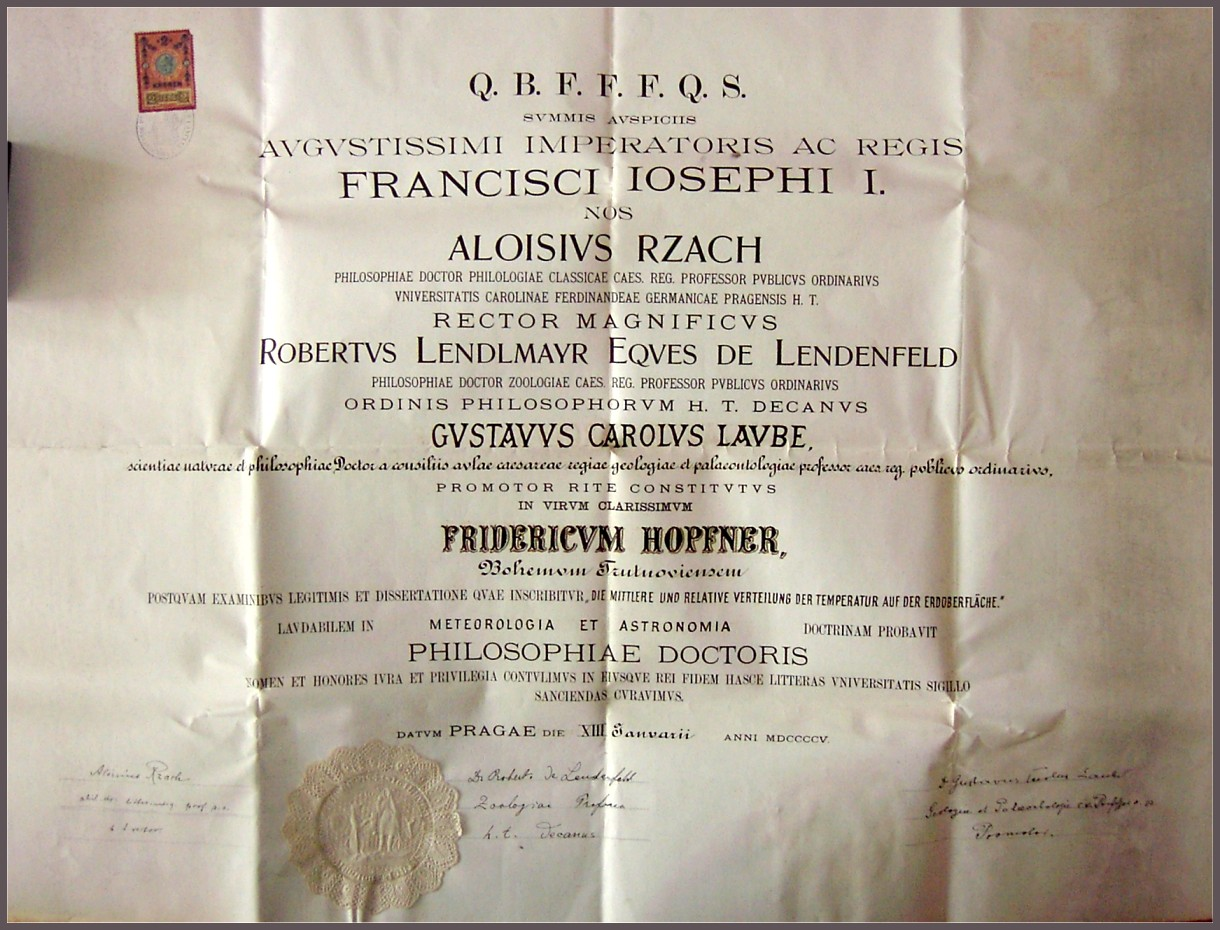
1905年德语查理-费迪南德大学为天文学家Friedrich Hopfner颁发的博士学位证书

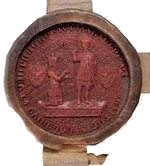
大学徽章，德语和捷克语大学之间的争论焦点

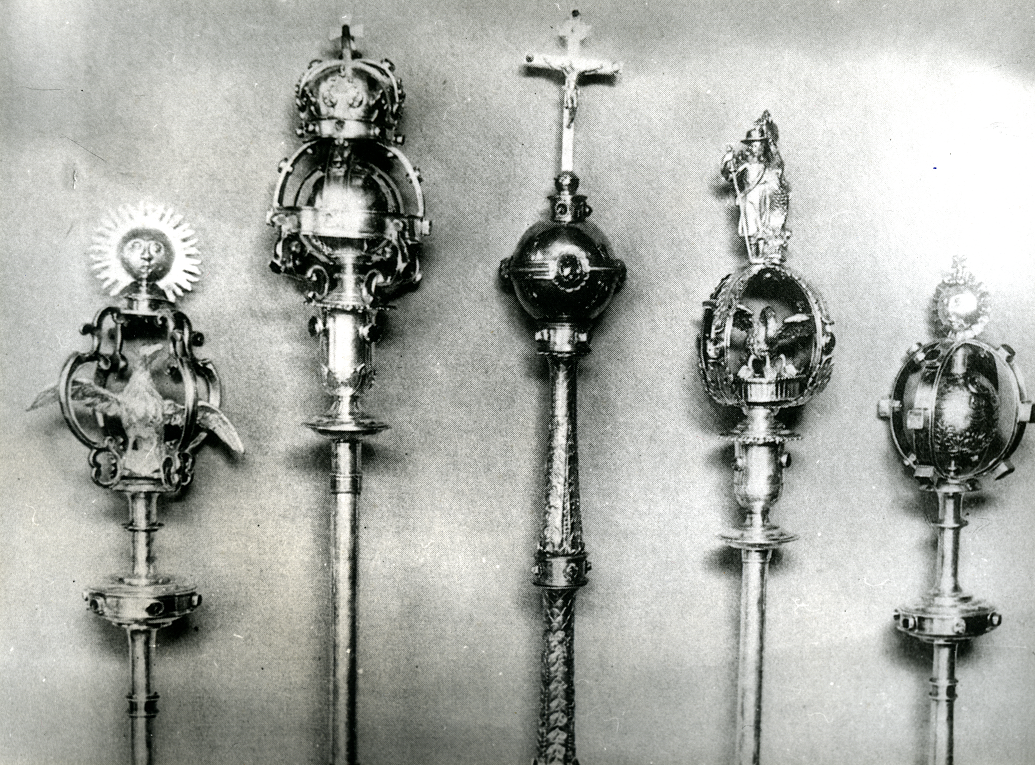
被盗物件。左起：神学院、法学院、校长、医学院和文学院权杖

### 分期
官方校史分期：
- 1347年至1740年：神圣罗马帝国的中世纪和巴洛克式大学
- 1740年至1918年：奥地利帝国及奥匈帝国国立大学
- 1918年至1945年：捷克斯洛伐克国立大学
- 1945年至今：捷克斯洛伐克和捷克共和国国立大学

### 中世纪大学
查理大学始建于1348年身兼波希米亚国王的神圣罗马皇帝查理四世统治时期，是阿尔卑斯山以北和巴黎以东的第一所大学。查理四世要求他的朋友和盟友教皇克莱门特六世在布拉格创建一所大学。1347年1月26日，教皇在布拉格建立了以博洛尼亚大学和巴黎大学为模型的查理大学，拥有中世纪标准的全部学院：神学院、文学院、法学院和医学院。在查理四世之子温塞斯拉斯四世的领导下，捷克学术界的地位得到了加强。
1348年4月7日，查理四世以波西米亚国王身份向已建立的大学授予世俗权力的特权和豁免权。1349年1月14日，他又以神圣罗马皇帝的身份再次颁布大学特权和豁免权。因此，自19世纪以来，大多数的百科全书、一般史及大学本身的资料更倾向于将1348年作为大学成立之年，而不是1347年或1349年，这是19世纪捷克人和德意志人共同的反教权转变使然。
当时的查理大学主要有波希米亚民族（natio）、巴伐利亚民族、波兰民族和萨克森民族。所谓的波西米亚民族包括波西米亚人、摩拉维亚人、南斯拉夫人和匈牙利人。所谓的巴伐利亚民族包括奥地利人、施瓦本人、法兰克尼亚人和莱茵省的人。所谓的波兰民族包括西里西亚人、波兰人、鲁特尼亚人。所谓的萨克森民族包括迈森、图林根州、上萨克森州、下萨克森州、丹麦和瑞典的玛格丽特沼泽居民。其中，波西米亚族裔学生占所有学生的16-20%。帕尔杜比采的阿诺什大主教（Arnošt）成为大学校长，他积极参与大学工作，要求神职人员做出贡献。
1359年，首届学生毕业。讲座在各学院中举行，其中最古老的教学建筑以1366年成立的卡羅萊姆国王命名。1372年，法学院成为一所独立大学。
1402年，布拉格的杰罗姆复制了约翰·威克里夫的《对白》和《三部曲》（拉丁語：Trialogus）。文学院院长扬·胡斯将《三部曲》翻译成捷克语。1403年，查理大学禁止其成员遵循威克利夫的教义，但其学说继续流行。
在天主教會大分裂中，波希米亚民族站在了瓦茨劳斯国王的一边，并支持1409年的比萨理事会（拉丁語：Council of Pisa）。而查理大学的其他民族宣布支持教皇額我略十二世，对波希米亚人的投票为1：3。但是，胡斯和其他波希米亚人利用了瓦茨劳斯对額我略十二世的反对。根据1409年1月18日库特纳霍拉(德語：Kuttenberg)法令，国王授予波西米亚民族的大师（masters）三票，其他三个民族一起只剩下一票表决权，颠覆了大学宪法。这场政变导致外籍——主要是德国——教授和学生出走，于1409年5月成立了莱比锡大学。1408年时，大学原有约200名医生和贤士，500名学士和30,000名学生，造成的人数损失从5000到20,000不等，其中包括46位教授。1409年秋天，胡斯当选为现在由捷克统治的查理大学校长。从那时起，大学就沦为地位低下的区域性机构。很快，在1419年，神学院和法学院消失了，只剩下了文学院。

### 新教大学
文学院成为胡斯运动的中心，也是胡斯派的主要教义权威。在1417-1430年间没有学位授予，有时甚至只有八九名教授。查理四世的儿子西吉斯蒙德时期，大学取得了一些进展。1562年，耶稣会士开设了克莱门特学院。从1541年到1558年，捷克人文主义者马修·柯林斯（Matthaeus Collinus，1516-1566年）担任希腊语教授。鲁道夫二世皇帝在布拉格定居时，大学又取得了一些进展。1609年，教授的獨身义务被废止。克莱门特学院于1616年成为一所大学，有权授予学位。
耶稣会士在1618-1621年三十年战争初期被驱逐出境，这场战争是由反天主教和反神圣罗马帝国的波希米亚人在布拉格发起的。然而，1622年9月19日的一项神圣罗马帝国法令使耶稣会士对波西米亚、摩拉维亚和西里西亚的整个学校系统拥有最高控制权。卡羅萊姆的最后四位教授辞职，转入耶稣会。耶稣会还获得了颁发学位、担任大臣职务和任命世俗教授的权利。

### 查理-费迪南德大学
红衣主教恩斯特·阿达伯特·冯·哈拉赫（Ernst Adalbert von Harrach）积极反对卡羅萊姆和克莱门特学院合并，成立了资助了阿达尔博廷姆学院（拉丁語：Collegium Adalbertinum）。1638年，费迪南德三世皇帝限制了耶稣会士的教学垄断。恩斯特从耶稣会那里获得了卡羅萊姆的权利、财产和档案，使该大学在费迪南德三世的保护下再次独立。在三十年战争的最后几年，卡羅萊姆和克莱门特学院学生勇敢捍卫布拉格的查理大桥。
1654年2月23日，费迪南德三世皇帝合并了卡羅萊姆和克莱门特学院，创建了由四个学院组成的查理-费迪南德大学（拉丁語：Universitatis Carolinae Ferdinandeae）。卡羅萊姆当时剩下文学院——唯一在胡斯战争时期幸存下来的学院。1718 年，国家出资重建了破旧的卡羅萊姆。
1752年和1754年哈布斯堡王朝的官僚主义改革使大学失去了许多以前的特权。1757年，多米尼加主义者和奥古斯丁主义者被任命为神学指导。但是，查理大学逐渐引入了开明的改革，这一过程在该世纪末1780年代随着约瑟夫二世皇帝的改革达到高潮，甚至连非天主教徒也获得了学习权。1784年7月29日，德语取代拉丁语成为教学语言。在犹太人被允许入读之后不久，查理大学第一次允许新教徒进入。利奥波德二世皇帝于1791年10月28日通过法令，创建了首个捷克文学教席。1792年5月15日，捷克裔历史学家弗朗兹·马丁·佩泽尔（德語：Franz Martin Pelzel）被任命为捷克文学教授，并于1793年3月13日开始授课。

### 德捷分立时期
在1848年革命中，德国和捷克的学生为在查理-费迪南德大学增添捷克语作为教学语言而奋斗。1848-1849年改革后，大学开始采用现代高等教育机构的形式。由于19世纪的人口结构变化，到1860年左右，德意志人在布拉格不再为多数族群。1863年，查理大学用捷克语开设了22门讲课，其余的187门以德语授课。无论是说德语的波西米亚人还是捷克人都不满意大学在1848年革命后所做出的双语安排。捷克人支持将大学保持在一起，但将其分为一所德语学院和一所捷克语学院，以避免失去大学传统的连续性。1864年，德意志人建议建立一所单独的捷克语大学。
1882年，在捷克民族复兴的高潮，查理-费迪南德大学被分为两个机构。经过长时间的谈判，内莱塔尼亚帝国议会决议，将大学分为德语查理-费迪南德大学（德語：Deutsche Karl-Ferdinands-Universität）和捷克语查理-费迪南德大学（捷克語：Českáuniversita Karlo-Ferdinandova）。该法案于1882年2月28日由弗兰茨·约瑟夫一世皇帝批准。两所大学彼此完全独立，享有平等的地位，共享医学和科研机构、旧的徽章、图书馆和植物园，但公用设施由德语大学管理。捷克语大学的第一任校长是德裔的瓦茨拉夫·弗拉迪沃伊·托梅克（Václav Vladivoj Tomek）。到20世纪之交，两所大学都达到了很高的学术水平。一战之前，德语查理-费迪南德大学达到了其鼎盛时期。，教授之一是理论物理学家阿尔伯特·爱因斯坦。捷克语查理-费迪南德大学教授包括在民族解放进程中发挥突出作用的伟人，尤其是1918年成为捷克斯洛伐克首任总统的托马斯·马萨里克。
1890年，捷克语查理-费迪南德大学有112名教师和2191名学生，而德语查理-费迪南德大学有146名教师和1483名学生。两所大学都有三个学院——文学院、法学院、医学院。神学院是共用的，但1891年也一分为二了。1909-1910冬季学期中，德语查理-费迪南德大学有1,778名学生，而捷克语查理-费迪南德大学有4,319名学生。
1918年第一次世界大战结束，奥匈帝国解体，捷克斯洛伐克成立，查理-费迪南德大学不复存在。原捷克语查理-费迪南德大学更名为布拉格查理大学（捷克語：Univerzita Karlova v Praze），取得了与世界上最负盛名的学术和研究机构相媲美的成果，例如雅罗斯拉夫·海罗夫斯基教授在极谱方面的发明，于1959年被授予诺贝尔奖。而原德语-费迪南德大学更名为布拉格德语大学（德語：Deutsche Universität Prag）。1921年，讲德语的波西米亚人考虑将大学从布拉格搬迁到利贝雷茨（德語：Reichenberg）。1930年，布拉格约有42,000名居民以德语为母语，而数百万德语居民住在波希米亚北部、南部和西部、捷克西里西亚和靠近奥地利和德国边境的摩拉维亚部分地区。
1932年10月，捷克人再次开始了关于徽章（拉丁語：insigniae）的争论。尽管德语大学的一些教授是捷克斯洛伐克政府的成员，但民族紧张局势加剧，为两所大学共用徽章的提案都被拒绝了。1934年11月21日令状宣布，德语大学必须徽章交给捷克人。德语大学参议院派出代表团前往教育部长克尔奇马尔（Krčmář）处抗议该令状。1934年11月24日中午，捷克语大学数千名学生在德语大学大楼前抗议。在暴力威胁下，1934年11月25日，德语大学校长移交了徽章。这些纠葛损害了两所大学和民族之间的关系。
1938年，随着《慕尼黑协定》，德国军队进入捷克斯洛伐克的蘇台德地區。1939年3月15日，德国人迫使捷克斯洛伐克分裂，捷克部分被纳粹占领，成为波希米亞和摩拉維亞保護國。“帝国保护者”康斯坦丁·馮·諾伊拉特（德語：Reichsprotektor Konstantin von Neurath）将历史徽章交给了德语大学，大学正式更名为位于布拉格德语卡尔斯大学（德語：Deutsche Karls-Universität in Prag）。1939年9月1日，大学隶属于柏林的帝国教育部，并于1939年11月4日被宣布为一所帝国大学（德語：Reichsuniversität）。
1939年10月28日一次示威中，扬·奥普莱塔 (捷克語：Jan Opletal) 被枪杀。其1939年11月15日的葬礼演变为另一场示威。1939年11月17日（此日后来成为世界学生节），捷克语大学和所有其他捷克高等学府都被关闭，直至二战结束。期间，九名学生领袖被处决，大约1,200名捷克学生被拘留在萨克森豪森集中营，直到1943年才被释放，其中大约20或35名学生在集中营中丧生。1940年5月8日，捷克语大学根据政府法规188/1940 Coll.正式更名为捷克语查理大学（捷克語：Česká universita Karlova）。
1945年，大学的徽章，包括校长的锁链、各个学院的权杖、大学印章以及创始文件和其他历史物件被纳粹盗走，迄今仍下落不明。

### 二战后
虽然大学在1945年后开始迅速恢复，但并没有长久地享有学术自由。1948年二月事件后，新政权开始安排清洗，镇压一切形式的与官方意识形态的分歧，持续了四年。布拉格之春后的正常化时期进行了第二波清洗。直到1980年代后期，情况才开始好转。
东欧剧变开始后，学生在国外组织了各种活动和几次和平示威。。1989年11月17日，忠于其学术自由传统的学生举行示威，反对极权政权，最终天鵝絨革命致其垮台。冷战结束以来，大学蓬勃发展，大力促进国际学术合作，在广泛的欧洲和全球议程中发挥积极作用。

## 年表
| 1347年         | 罗马教宗克勉六世授予特权，为在布拉格建立一所大学开辟了道路                                                                                            |
| 1348年         | 根据4月7日宪章，波希米亚国王查理一世(即神圣罗马帝国皇帝查理四世)在布拉格建立了查理大学，拥有文学院、医学院、法学院和神学院共四个学院                  |
| 1366年         | 查理四世为十二位大师建立一所学院，即卡罗琳学院（拉丁語：Collegium Caroli）                                                                                            |
| 1372年         | 法学院成为一所独立的大学，一直存在到1418－19年 |
| 1383年         | 卡罗琳学院在布拉格老城购置了一座建筑，即卡羅萊姆，自1383－86年重建以来一直是大学的行政中央                                                            |
| 1409年         | 1月18日，瓦茨拉夫四世国王颁布《库特纳·霍拉法令》，导致莱比锡大学的建立                                                                                |
| 1417年         | 由于大学声称效忠胡斯，受教宗的惩罚，大学活动被禁止 |
| 1419年         | 胡斯战争限制了大学活动，直到17世纪初，只有文学院开放                                                                                                  |
| 1556年         | 耶稣会骑士团抵达布拉格，建立了一所教授哲学和神学的克莱门特学院，1616年晋升为大学                                                                      |
| 1609年         | 大学改革：实行固定的学习规则，废除教授必须独身的制度，由总务长（bursar）负责大学的行政管理                                                                  |
| 1618年         | 大学积极参与抵抗天主教哈布斯堡王朝君主制 |
| 1622年         | 在捷克新教势力被击败后，大学被移交给天主教耶稣会 |
| 1625年         | 罗德里戈·阿里亚加抵达布拉格；阿里亚加日后成为西班牙经院主义最重要的代表和布拉格神学院院长                                                             |
| 1638年         | 设立在卡羅萊姆的医学院和法学院由国家直接监管 |
| 1654年         | 根据联合法令（Decree of Union），费迪南德三世将卡羅萊姆和克莱门特学院合并为查理-费迪南德大学，设有四个学院                                                           |
| 1718年         | 建筑师F. M. Kaňka完成了巴洛克风格的卡羅萊姆的重建 |
| 1773年         | 耶稣会令被废除 |
| 1781年         | 一系列大学改革的开始：1781年允许非天主教徒学习；1783年，大学被国家接管；1784年，大学辖区（jurisdiction）被废除；学习条例正式将德语确立为官方教学语言              |
| 1837年         | 揚·埃萬傑利斯塔·普爾基涅在卡羅萊姆的科学会议上讲述他对细胞的研究                                                                                      |
| 1848年         | 大学要求学术自由以及捷克语与德语同等教学地位 |
| 1849年－1850年 | 《大学组织法》赋予学术委员会和学术人员更大的权力；对于JUDr.、MUDr.、PhDr.和Thdr头衔，研究法典引入了“严格考试”（拉丁語：examina rigorosa）和“最终国家考试”（final state examinations）制度     |
| 1879年         | 杰出物理学家恩斯特·马赫在布拉格工作了28年，在捷克语和德语大学分离的协商时期，出任查理-费迪南德大学校长                                                |
| 1882年         | 弗朗茨·约瑟夫一世皇帝于2月28日发布法令，将查理-费迪南德大学划分为两所独立机构，分别以捷克语和德语为教学语言                                           |
| 1882年         | 托梅·加里格·马萨里克被捷克语查理-费迪南德大学文学院任命为杰出哲学教授                                                                                 |
| 1911年         | 1911年到1912年間，阿尔伯特·爱因斯坦成为德语查理-费迪南德大学理论物理学教授                                                                            |
| 1917年         | 日後擔任查理大学文学院教授的贝德日赫·赫罗兹尼出版了他的巨著《赫梯語》（德語：Die Sprache der Hethiter），为赫梯学奠定了基础                                                   |
| 1920年         | 一项布拉格两所大学之间关系的法律规定，原捷克语查理-费迪南德大学改名查理大学；理学院建立                                                               |
| 1939年         | 纳粹占领波希米亚和摩拉维亚后，德语查理大学（德語：Deutsche Karlsuniversität Prag）被并入德意志第三帝国；11月17日学生示威之后，捷克语查理大学与其他捷克高等教育机构一起被关闭        |
| 1945年         | 查理大学的活动得到恢复，在比尔森开设医学院（1958年成为查理大学医学院），并在赫拉德茨-克拉洛韦设立分校（1959年成为查理大学医学院）；德语查理大学被废除 |
| 1946年         | 教育学院开始招生（1959年－1964年不是查理大学一部分）                                                                                                  |
| 1947年         | 布拉格德语查理大学医学院的毕业生格蒂·特蕾莎·科里和卡尔·斐迪南·科里因发现糖原催化转化过程而获得诺贝尔生理学或医学奖                                    |
| 1948年         | 反极权的学生進行示威，随后大学大规模驱逐异见教师和学生                                                                                                |
| 1950年         | 《高等教育法》废除了学术自主权，高等学校的活动由捷克斯洛伐克共產黨控制；神学院与查理大学分离，1950年至1990年间独立的神学院位于利托梅日采              |
| 1952年         | 数学及物理学院成立 |
| 1953年         | 布拉格医学院一分为三：普通医学、公共卫生和儿科；1990年以后分别成为布拉格第一医学院、第二医学院和第三医学院                                            |
| 1959年         | 体育学院由大学管理；1966年改称为体育教育和运动学院（Faculty of Physical Education and Sport）                                                                                                |
| 1959年         | 查理大学理学院教授雅罗斯拉夫·海罗夫斯基因发现和发展极性分析方法而获得诺贝尔化学奖                                                                     |
| 1960年         | 教育与新闻研究所（捷克語：Institut osvěty a novinářství, ION）成立，1965年改称教育与新闻学院（捷克語：Fakulta osvěty a novinářství, FON），1990年改称社会科学学院                                                        |
| 1968年         | 雅恩·帕托什卡被任命为文学院哲学教授 |
| 1968年         | 大学参加布拉格之春；1969年后对拒不服从的师生新一波镇压浪潮                                                                                            |
| 1969年         | 赫拉德茨-克拉洛韦药学院成立 |
| 1989年         | 学生示威纪念1939年11月17日的事件导致政权垮台 |
| 1990年         | 《高等教育法》恢复大学的自主权以及研究与教学自由 |
| 1991年         | 三所神学院（天主教神学院、新教神学院和胡斯教神学院）被重新纳入查理大学                                                                                |
| 2000年         | 查理大学人文学院成立 |
| 2000年         | 查理大学由17个学院组成，其中3个学院位于布拉格以外的比尔森和赫拉德茨-克拉洛韦                                                                          |

## 院系设置
查理大学包含17个学院，分布在布拉格、比尔森和赫拉德茨-克拉洛韦：
- 天主教神学院[29]
- 新教神学院[30]
- 胡斯教神学院[31]
- 法学院[32]
- 布拉格第一医学院[33]
- 布拉格第二医学院[34]
- 布拉格第三医学院[35]
- 比尔森医学院[36]
- 赫拉德茨-克拉洛韦医学院[37]
- 赫拉德茨-克拉洛韦药学院[38]
- 文学院[39]
- 自然科学学院[40]
- 数学和物理学院[41]
- 教育学院[42]
- 体育学院
- 社会科学学院[43]
- 人文学院[44]

查理大学主要院系是文、理、医，没有工程学院、经济学院和艺术学院，参见布拉格捷克理工大学、布拉格化工大学、布拉格经济大学。

## 校区分布
查理大學沒有一個聯合校區。學術設施遍布布拉格市的許多地方，其中三個學院位於其他城市，其中兩個在赫拉德茨-克拉洛韦，一個在比爾森。 建於14世紀的歷史悠久的主樓卡莱琳姆位於布拉格老城，是大學的中心、爾斯大學校長和學術委員會的所在地。卡莱琳姆也是官方學術儀式的舉辦地，例如入學或畢業典禮。
查理大学的學術出版社是卡莱琳姆出版社，大學還經營著幾家博物館。由理學院維護的查理大學植物園位於布拉格新城。

## 图册

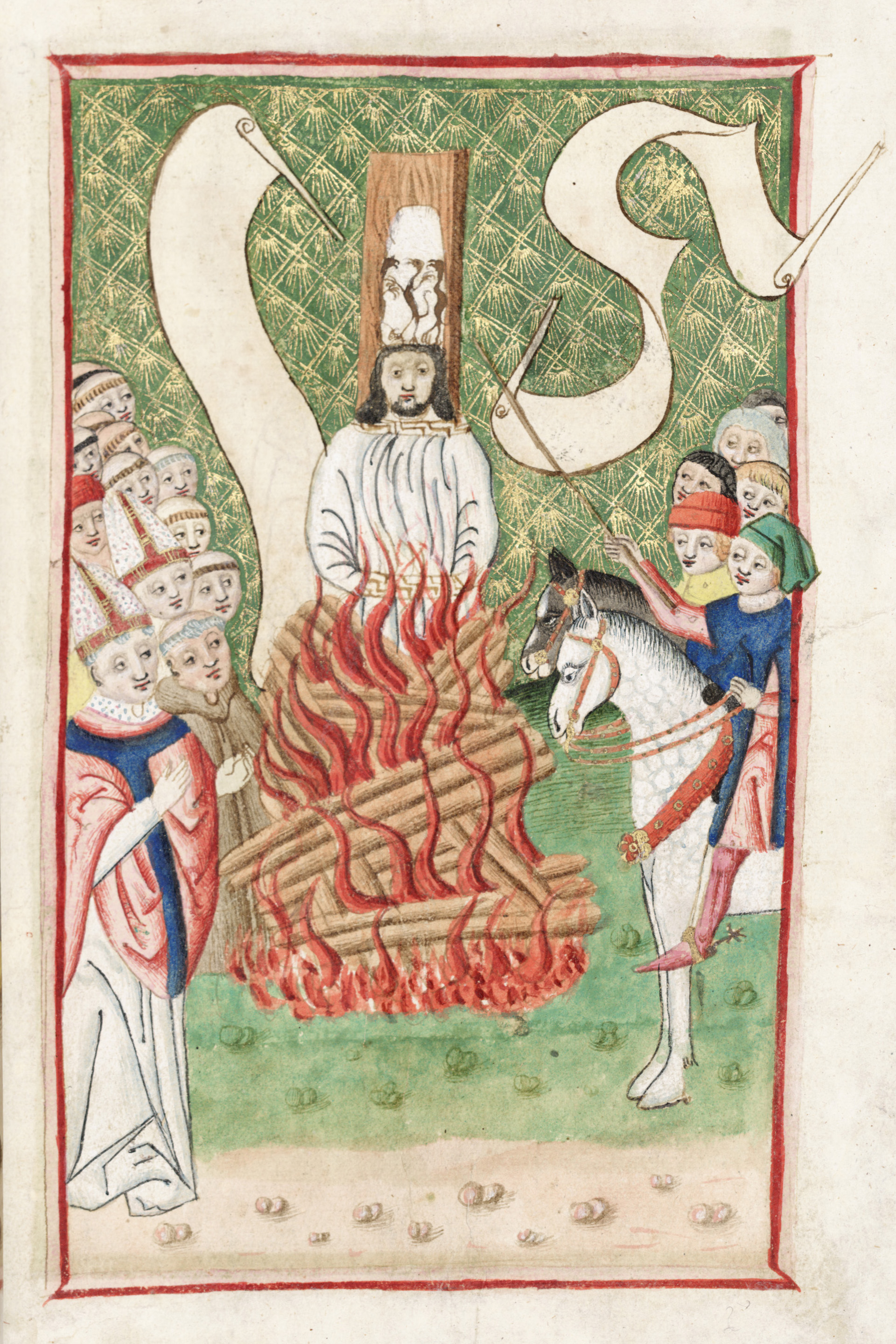
扬·胡斯
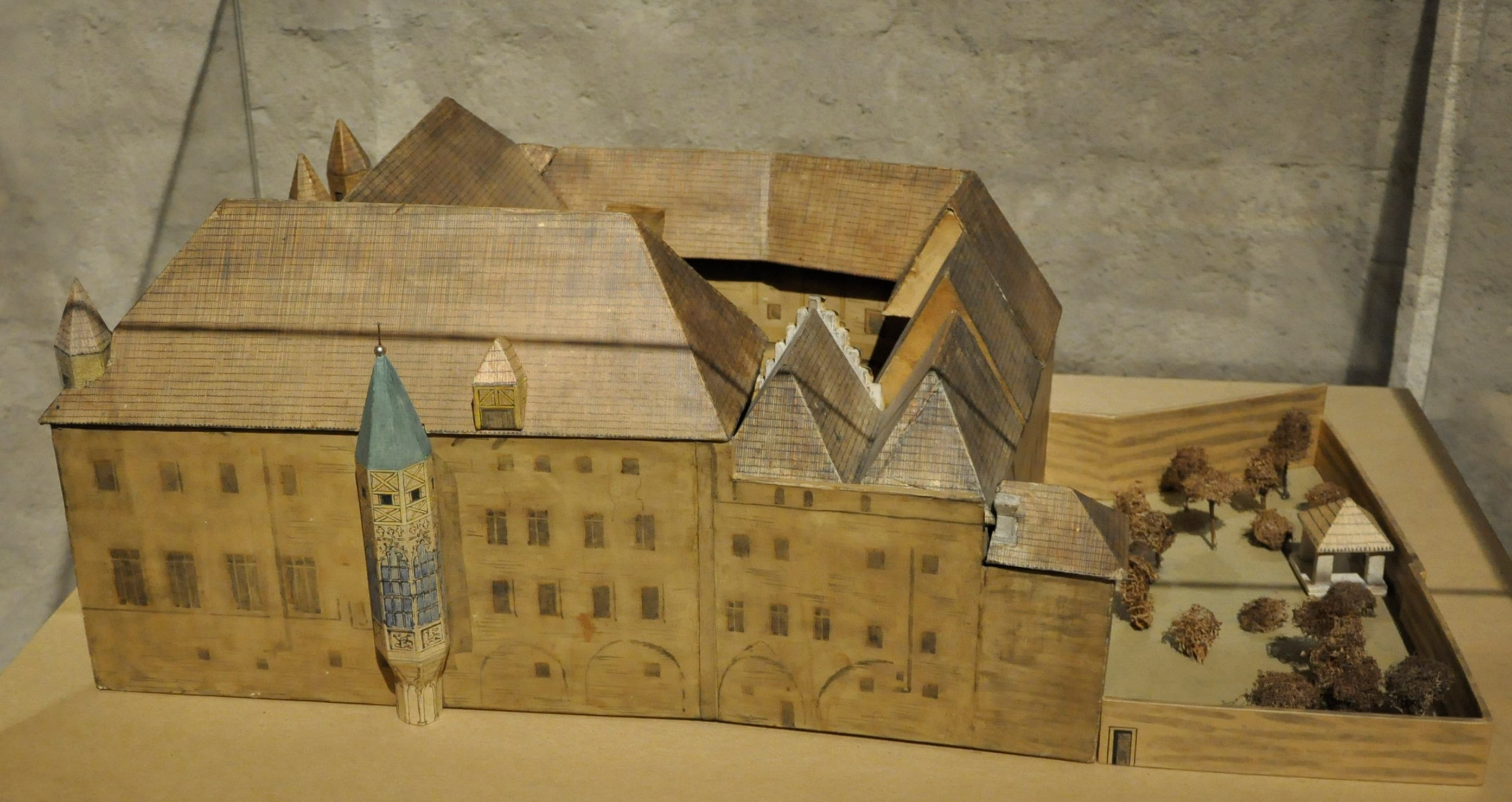
卡羅琳姆模型图（1711）
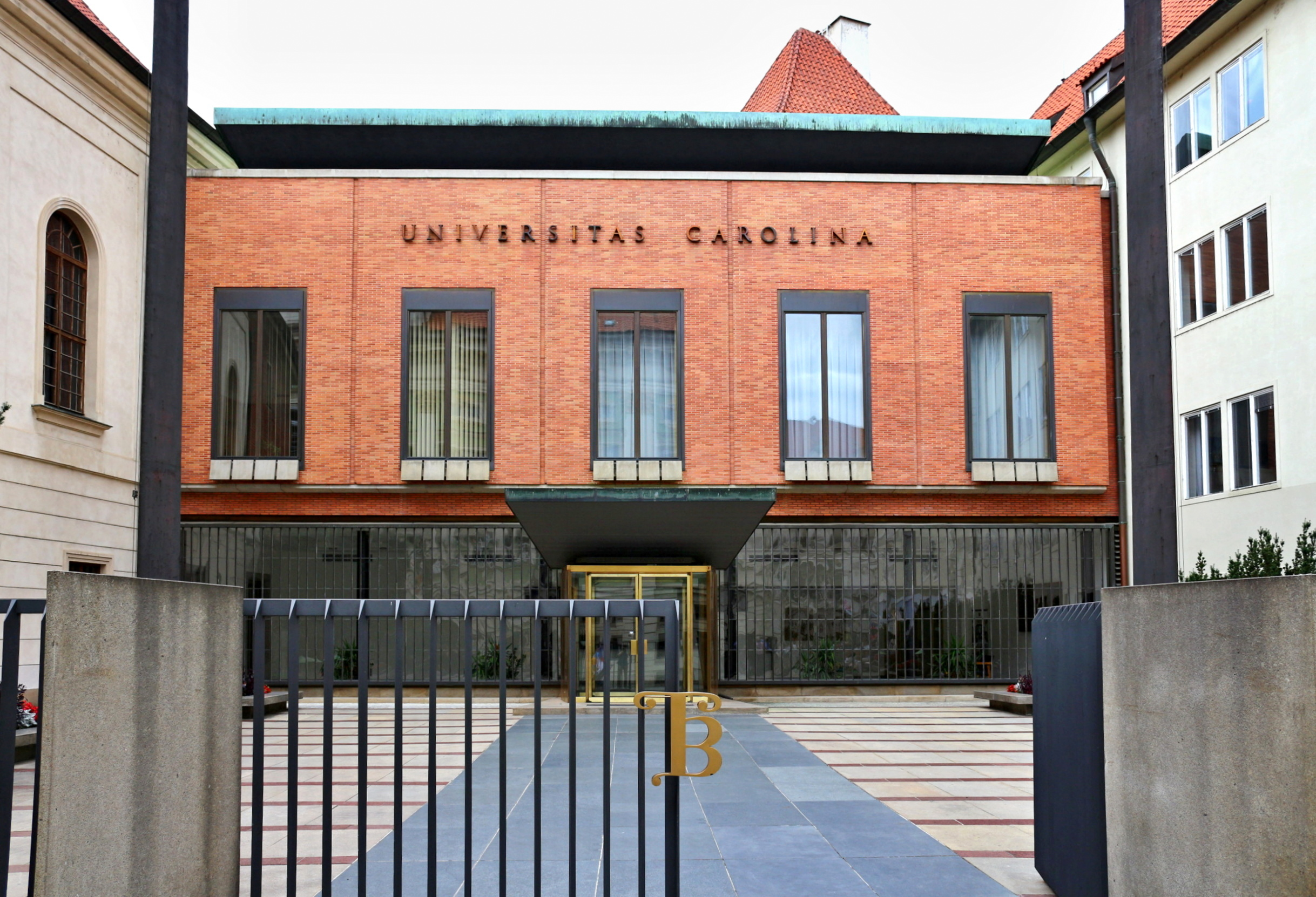
J. Fragner設計的卡羅琳姆入口庭院
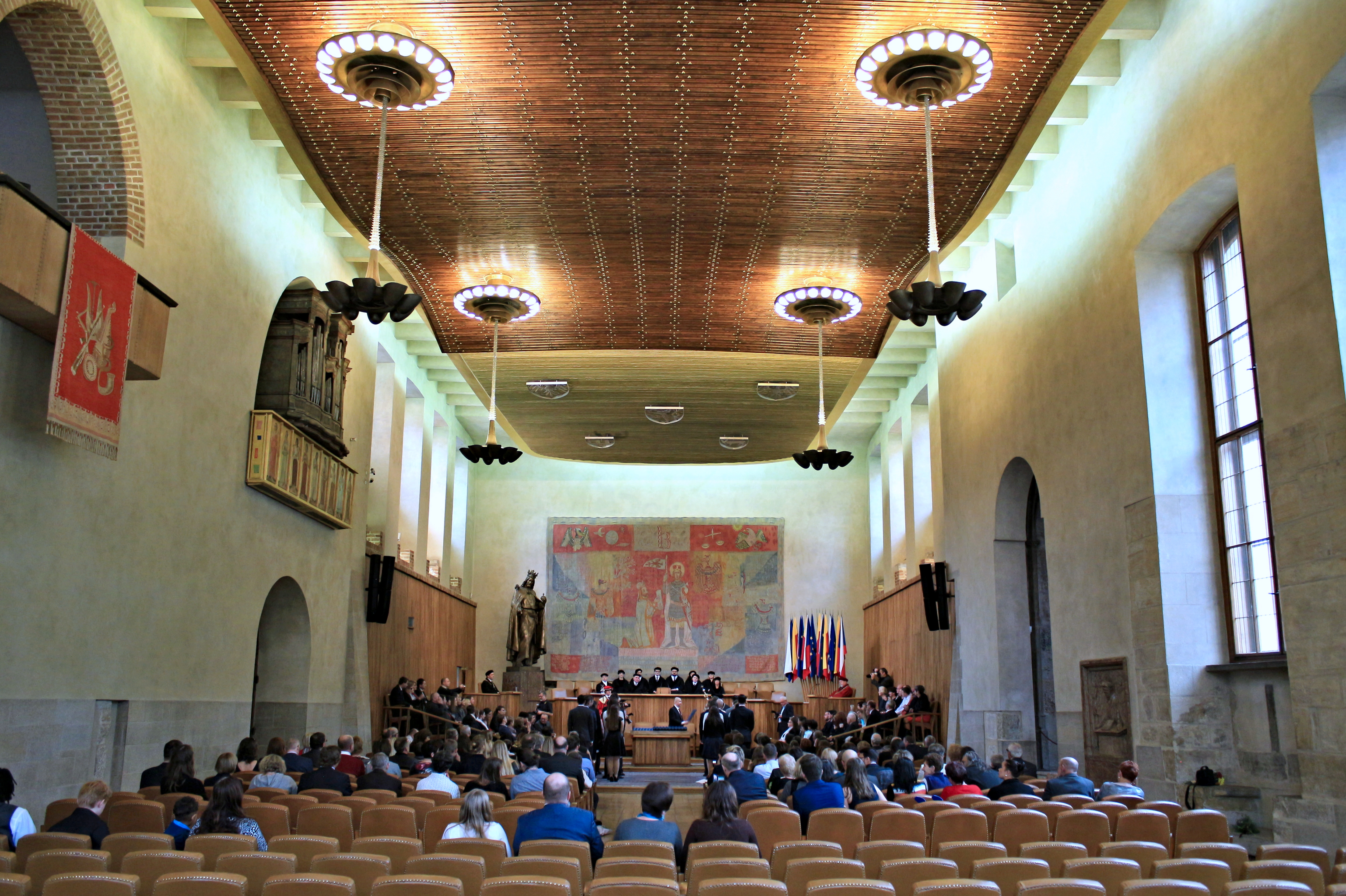
卡羅琳姆大禮堂
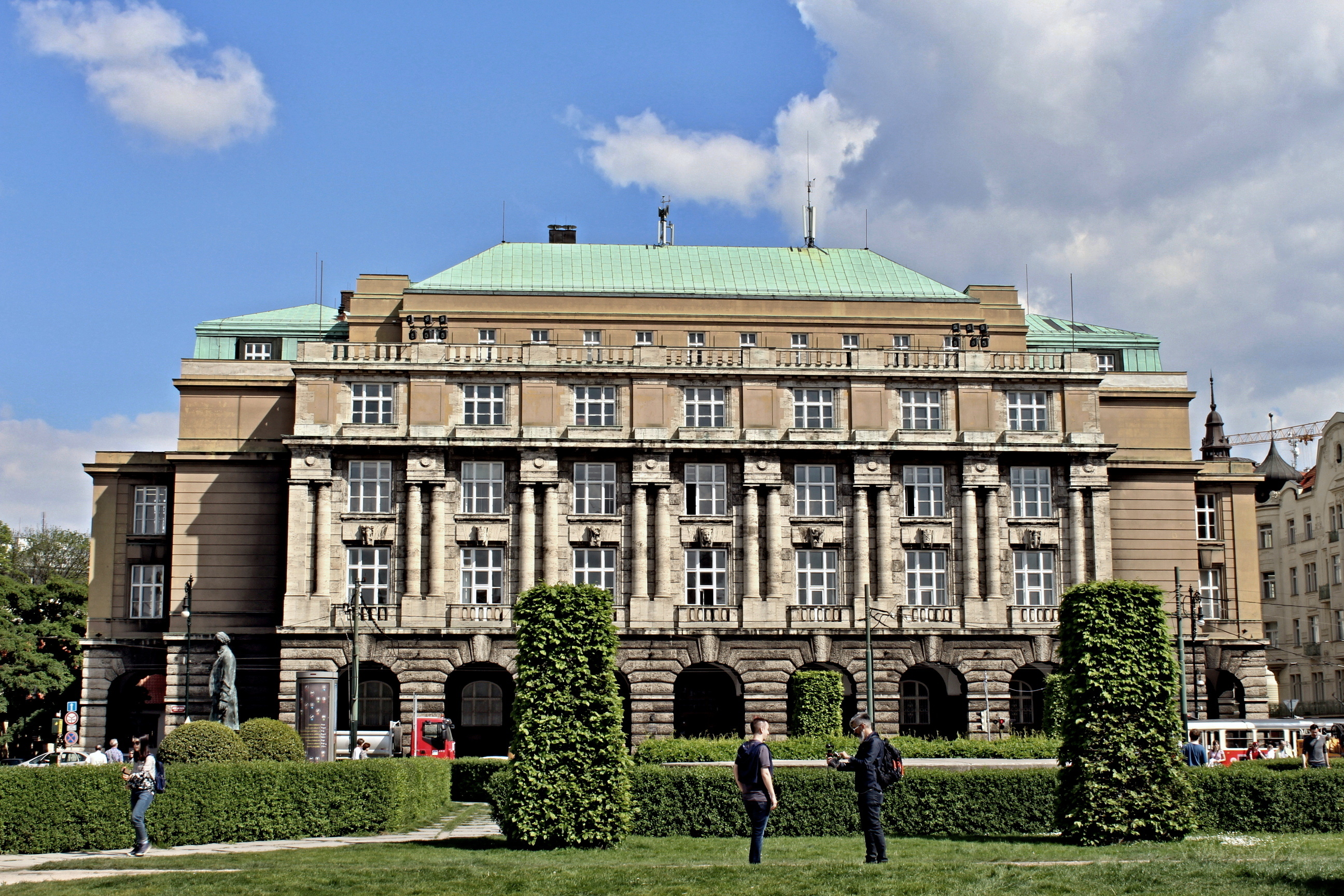
J. Sakara在1924-1930年間設計的文学院建築
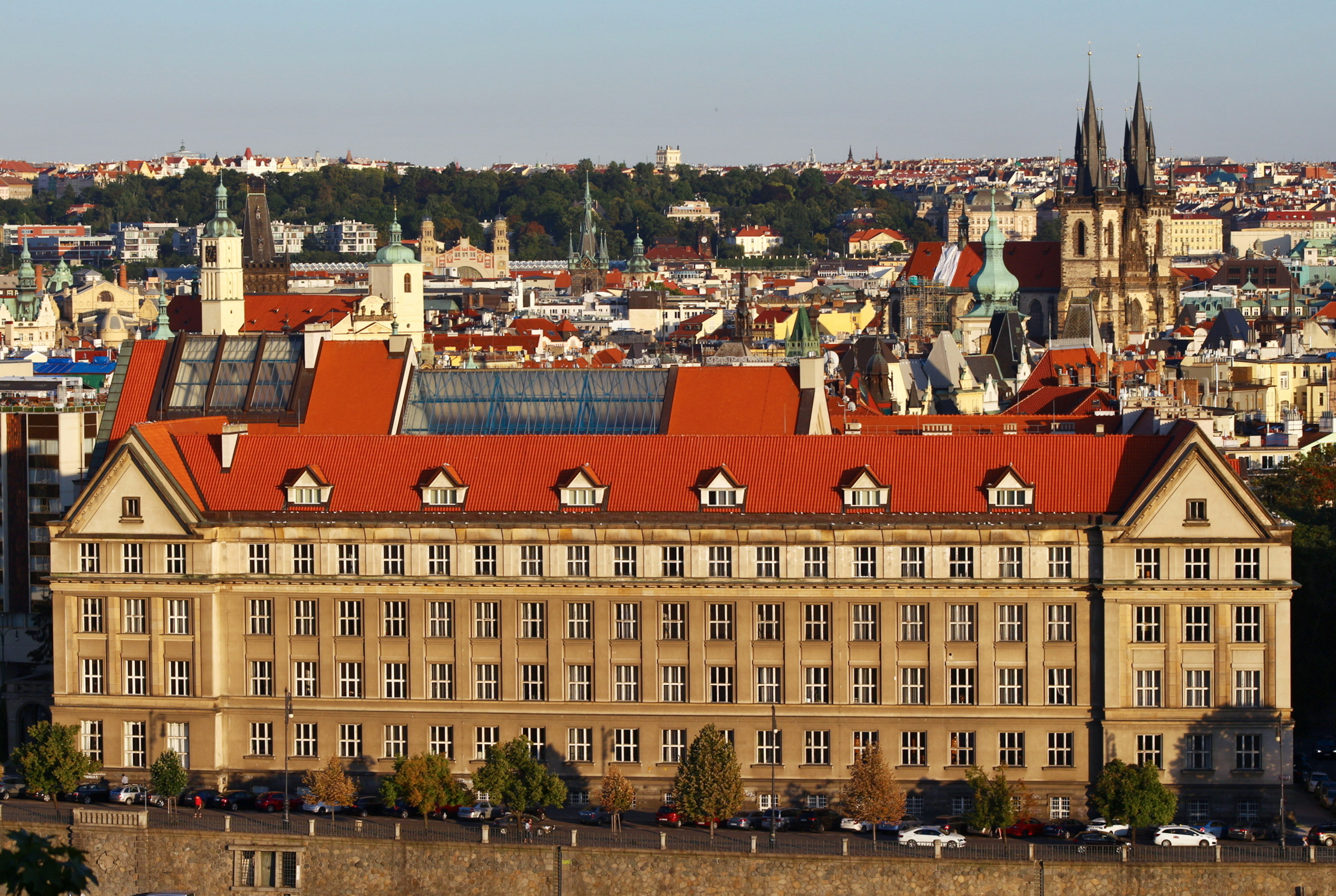
法學院大樓
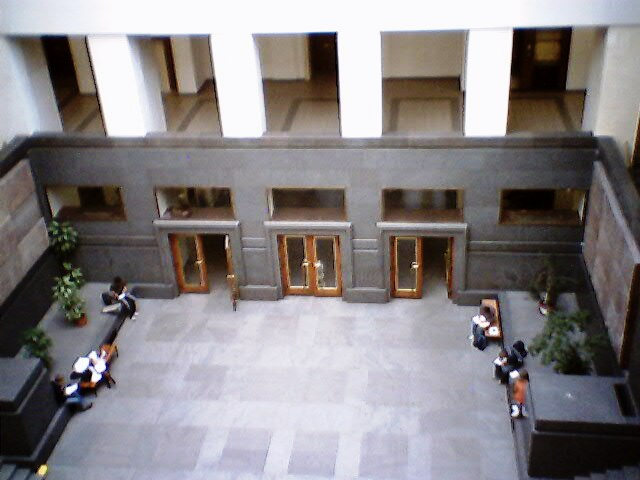
J. Kotěra設計的法學院法庭
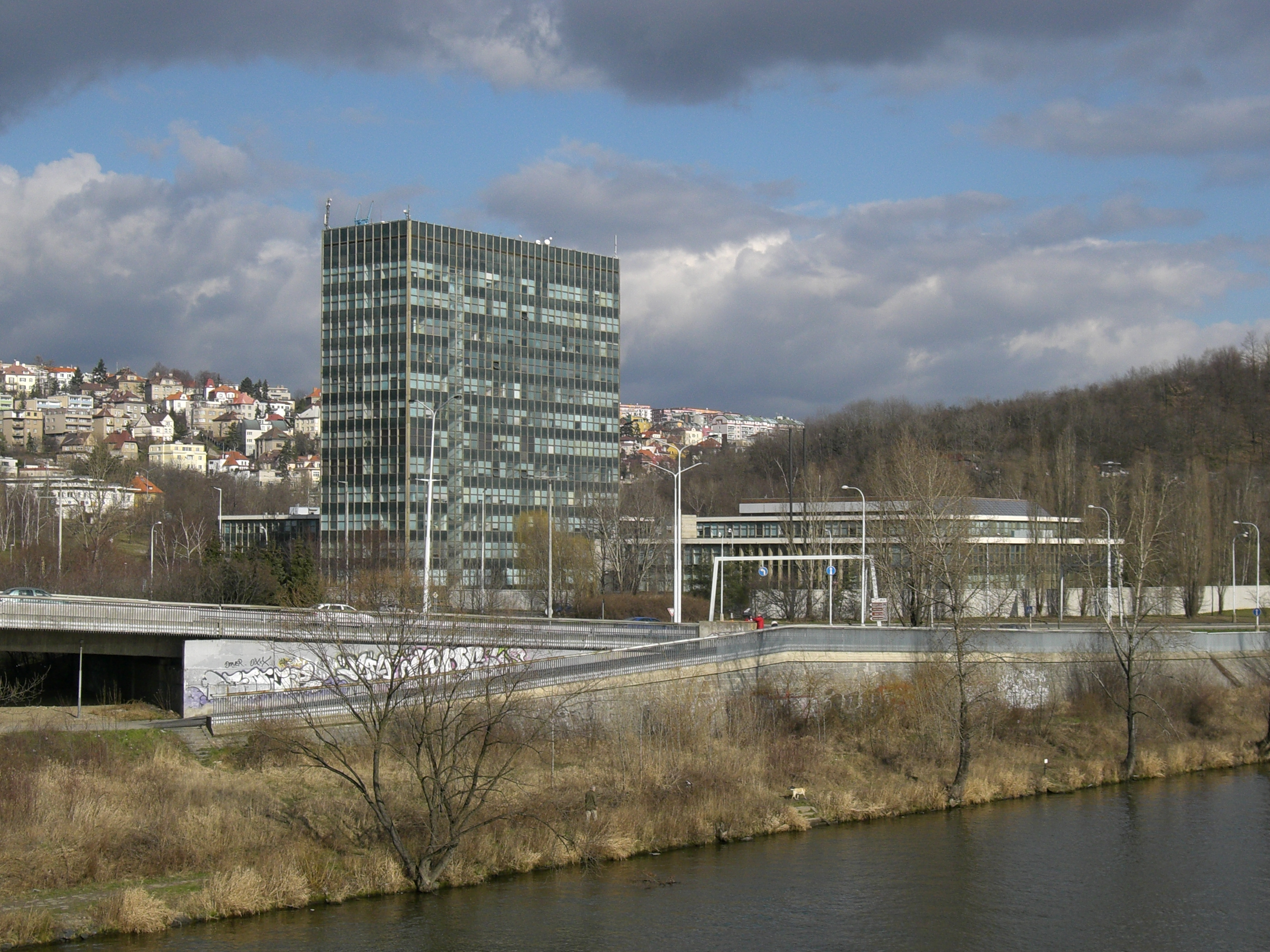
Libni的数理学院大楼
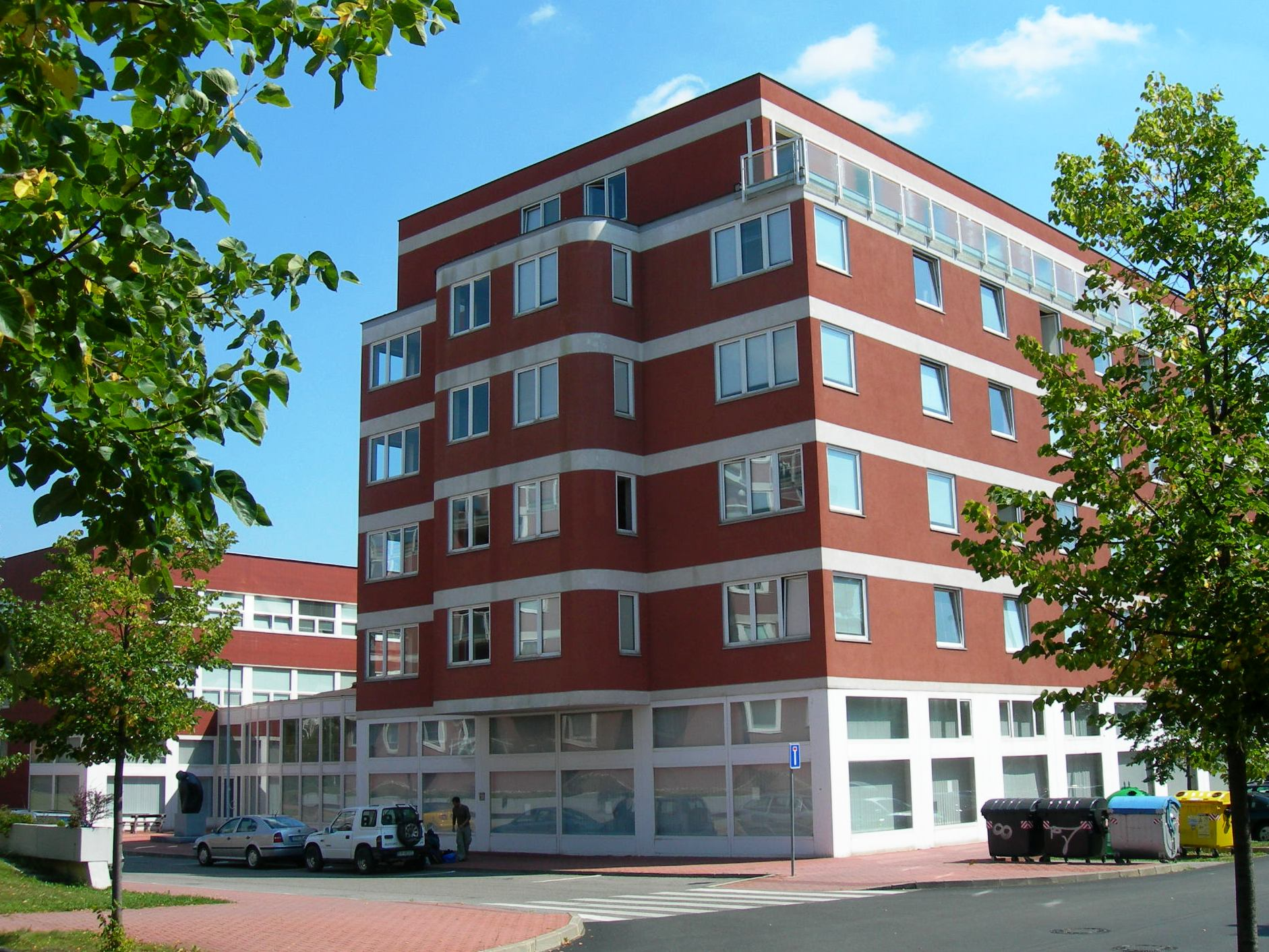
位于Jinonice的社会科学学院大樓
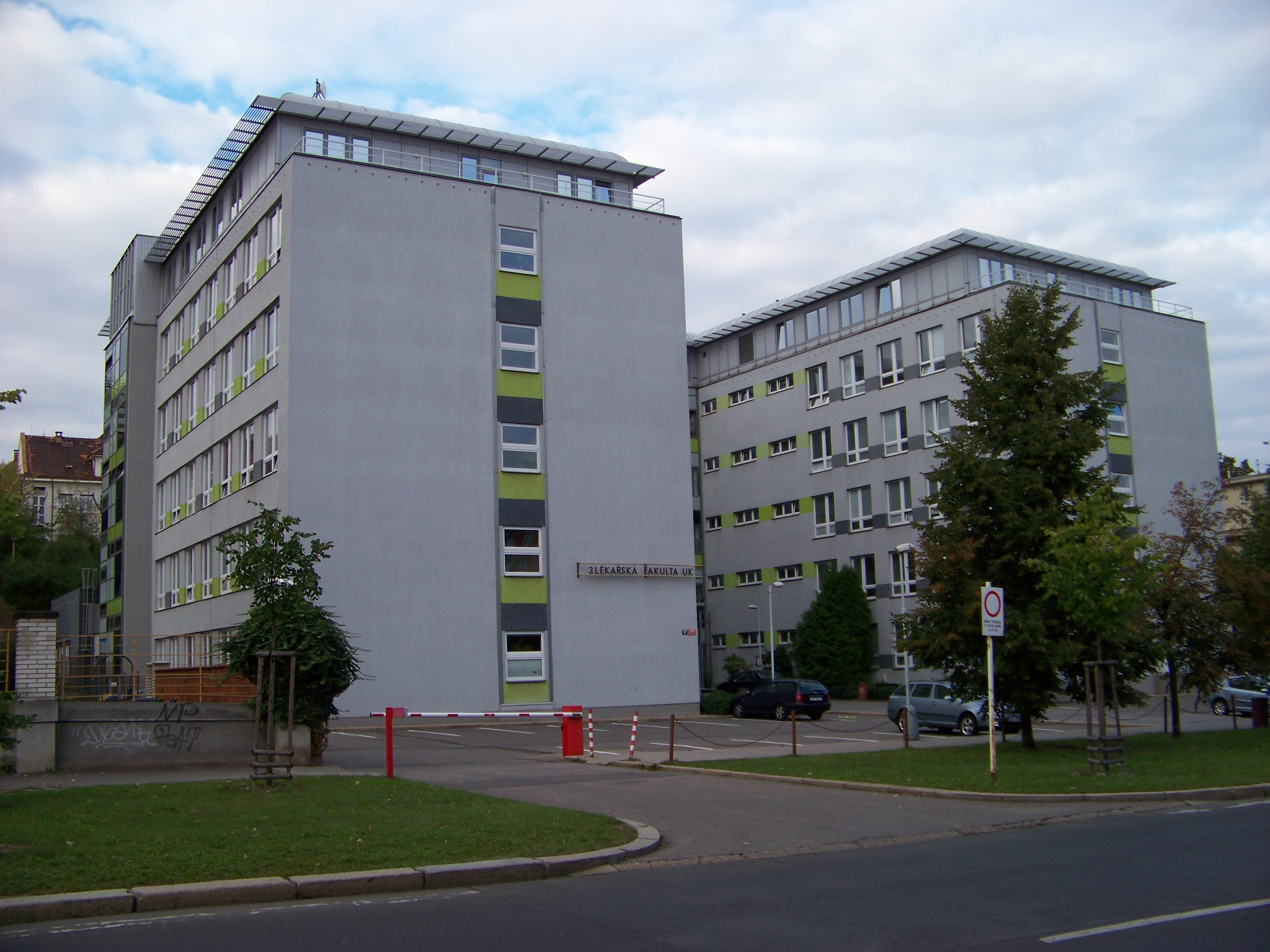
布拉格第三醫學院大樓

## 国际合作
校际协议院校包括：
- 亞美尼亞：埃里温国立大学
- ：格里菲斯大学、墨尔本大学、麥覺理大學、昆士兰大学
- 奥地利：约翰·开普勒林茨大学、格拉茨医科大学、维也纳医科大学、維也納工業大學
- ：巴库国立大学
- 巴西：圣保罗大学
- 保加利亚：索非亚大学
- 加拿大：麦吉尔大学、蒙特利尔大学
- 智利：智利大学
- 中国：北京大学、中国人民大学
- ：萨格勒布大学
- 丹麦：哥本哈根大学
- 埃及：开罗大学
- 芬兰：东芬兰大学
- 法國：社会科学高等学院
- ：第比利斯自由大学、第比利斯国立大学
- 德国：弗赖堡大学、蒂宾根大学、柏林自由大学、耶拿大学、杜塞尔多夫大学、柏林洪堡大學、埃朗根-纽伦堡大学、美茵茨大学、维尔茨堡大学、吉森大学、慕尼黑大学、班貝格大學、马尔堡大学、波恩大学、海德堡大学、多特蒙德工业大学、德累斯顿工业大学、开姆尼茨工业大学、拜罗伊特大学、薩爾蘭大學、汉堡大学、康斯坦茨大学、莱比锡大学、帕绍大学、雷根斯堡大学、科隆大学
- 匈牙利：羅蘭大學
- 以色列：內蓋夫本-古里安大學、耶路撒冷希伯來大學、臺拉維夫大學
- 義大利：博洛尼亚大学、费拉拉大学、帕多瓦大學、佩鲁贾大学
- 日本：同志社大學、金澤大學、神户大学、东京外国语大学、筑波大学、早稻田大学
- 拉脫維亞：拉脱维亚大学
- 立陶宛：维尔纽斯大学
- 馬爾他：马耳他大学
- 墨西哥：墨西哥国立自治大学
- 荷蘭：阿姆斯特丹大学
- 新西兰：奥塔哥大学
- 挪威：奥斯陆大学
- 秘魯：利马大学
- 波蘭：波兹南亚当·密茨凯维奇大学、奥波莱大学、弗羅茨瓦夫大學
- 俄羅斯：莫斯科国立大学、圣彼得堡国立大学
- 塞爾維亞：贝尔格莱德大学
- 斯洛伐克：布拉迪斯拉發夸美紐斯大學、尼特拉智者康斯坦丁大学、科希策帕沃尔·约瑟夫·夏法里克大学、特尔纳瓦大学、班斯卡-比斯特里察马杰伊·贝尔大学
- 斯洛維尼亞：卢布尔雅那大学、马里博尔大学
- 薩爾瓦多：比勒陀利亞大學
- 大韓民國：韓國外國語大學、成均馆大学
- 西班牙：巴塞罗那大学
- 瑞典：卡罗林斯卡学院
- 瑞士：苏黎世大学、巴塞尔大学
- 中華民國：國立臺灣大學、淡江大學
- 土耳其：安卡拉大学
- 乌克兰：基辅大学、利沃夫大學
- 美国：紐奧良大學、華盛頓大學

## 学术声誉
查理大学是捷克和斯洛伐克的第一所大学和最高学府，也是中东欧最好的大学之一。世界排名200-300区间。
| QS世界大学排名 | 2011 | 2018    | 2020    |
| -------------- | ---- | ------- | ------- |
| 自然科学       | 174  | 197     | 228     |
| 工程技术       | 325  | 401-450 | 401-450 |
| 人文学科       | 184  | 193     | 189     |
| 社会科学·管理  | 229  | 302     | 286     |
| 生命科学·医学  | 250  | 219     | 224     |
| 综合           | 276  | 314     | 291     |

| 世界大学学术排名 | 2012    | 2018    |
| ---------------- | ------- | ------- |
| 数学             | 151-200 | 151-200 |
| 物理学           | 151-200 | 76-100  |
| 综合             | 200-300 | 200-300 |

| 年份 | 泰晤士高等教育世界大学排名 | 泰晤士高等教育世界大学排名 | 泰晤士高等教育世界大学排名 | 泰晤士高等教育世界大学排名 | 泰晤士高等教育世界大学排名 | 泰晤士高等教育世界大学排名 | 泰晤士高等教育世界大学排名 |
| 年份 | 人文学科                   | 商业·经济                  | 生命科学                   | 社会科学                   | 法学                       | 综合                       |                            |
| ---- | -------------------------- | -------------------------- | -------------------------- | -------------------------- | -------------------------- | -------------------------- | -------------------------- |
| 2022 | 201-250                    | 126-150                    | 401-500                    | 301-400                    | 201+                       | 501-600                    |                            |
| 2021 | 201-250                    | 126-150                    | 401-500                    | 401-500                    | 201+                       | 401-500                    |                            |
| 2020 | 151-175                    | 126-150                    | 301-400                    | 401-500                    | 151+                       | 401-500                    |                            |
| 2019 | 151-175                    | /                          | 301-400                    | 301-400                    | 151+                       | 401-500                    |                            |

## 杰出校友

### 诺贝尔奖得主
| 姓名                  | 获奖领域       | 年份 | 获奖原因               |
| --------------------- | -------------- | ---- | ---------------------- |
| 阿尔伯特·爱因斯坦     | 物理学奖       | 1921 | 发现光电效应定律       |
| 雅罗斯拉夫·海罗夫斯基 | 化学奖         | 1959 | 提出極譜分析法         |
| 卡尔·斐迪南·科里      | 生理学或医学奖 | 1947 | 发现糖代谢中的酶促反应 |
| 格蒂·特蕾莎·科里      | 生理学或医学奖 | 1947 | 发现糖代谢中的酶促反应 |

### 科学界
- 尼古拉·特斯拉：交流电之父、无线电之父
- 格哈德·根岑：德国的数学家和逻辑学家
- 恩斯特·马赫：著名物理学家和哲学家
- 爱德华·切赫：捷克数学家，曾任捷克科学院数学研究学院院长
- 马克斯·韦特墨：心理学家
- 沃依特赫·沙发利克：化学家

### 文化界
- 布拉格的杰罗姆：经院哲学家
- 扬·胡斯：捷克宗教思想家、哲学家、改革家，曾任查理大学校长
- 雅恩·帕托什卡：二十世纪哲学家
- 弗朗茨·卡夫卡：20世纪重要作家
- 莱纳·玛利亚·里尔克：诗人
- 赫拉巴尔：文学家
- 米兰·昆德拉：捷克斯洛伐克小说家
- 卡雷尔·恰佩克：剧作家、科幻文学家
- 马克斯·布罗德：作家
- 卡雷尔·马哈：十九世纪浪漫派诗人
- 尤利乌斯·伏契克：报告文学作家
- 米洛斯拉夫·赫鲁伯：诗人
- 兹德涅克·尼耶德利：捷克斯洛伐克政治人物、历史学家、文艺批评家
- 维克托·迪克：作家
- 臬玻穆的若望：民族圣人
- 埃貢·歐文·基施：奥地利-捷克作家
- 玛丽·普伊玛诺娃：捷克女作家、诗人
- 伊凡娜·川普：美国总统特朗普前妻
- 大卫·纳瓦拉：国际象棋棋手

### 政治界
- 卡尔一世 (奥地利皇帝)：哈布斯堡王朝与奥匈帝国末代君主
- 拉科齊·費倫茨二世：匈牙利獨立運動领袖
- 爱德华·贝奈斯：捷克斯洛伐克国父之一，曾任外交部长、总理和总统
- 托马斯·马萨里克：捷克斯洛伐克首任总统
- 卡萊爾：波西米亞國王
- 卢博米尔·什特劳加尔：前捷克斯洛伐克总理
- 奥塔·希克：1960年代捷克斯洛伐克经济改革之父
- 卡尔·赫曼·法兰克：波希米亞和摩拉維亞保護國国务部长
- 李铁映：前中共中央政治局委员、中国社会科学院院长
- 胡德越：前越南共产党中央组织部部长

### 汉学家
- 王和达：汉学家
- 高马士：汉学家、藏学家
- 何德佳：东方学家
- 何德理：汉学家、日本学家
- 傅思端：布拉格学派代表人物
- 高利克：斯洛伐克翻译家
- 史丹妮：捷克语言学家
- 普实克：布拉格学派创始人之一
- 鲍格洛：汉学家，专长汉朝史
- 包捷：汉学家、翻译家
- 罗然：查理大学中文系主任
- 白利德：汉学家
- 高德华：戏剧评论家